# توزر (باخرة)
الباخرة توزر (بالأحرف اللاتينية: Tozeur) هي سفينة بضائع كانت تابعة للشركة التونسية للملاحة، صنعت عام 1977، وبدأت الخدمة في تونس في نفس السنة. بيعت عام 2000 لشركة ASHAPURA SHIPPING من سانت فنسينت والجرينادينز فصار اسمها Asha Himani.